# Helixanthera ensifolia
Helixanthera ensifolia är en tvåhjärtbladig växtart som först beskrevs av Thw., och fick sitt nu gällande namn av Danser. Helixanthera ensifolia ingår i släktet Helixanthera och familjen Loranthaceae. Inga underarter finns listade i Catalogue of Life.